# Декрет Президента Республіки Білорусь
Декрет Президента Республіки Білорусь — нормативно-правовий акт, прийнятий Президентом Республіки Білорусь, що має силу законів Білорусі.

## Нормативне регулювання
Частина 2 статті 85 Конституції Республіки Білорусь закріплює: «У випадках, передбачених Конституцією, Президент видає декрети, що мають силу законів. Президент безпосередньо або через створювані ним органи забезпечує виконання декретів, указів й розпоряджень».
Закон Республіки Білорусь № 3602-ХІІ від 21 лютого 1995 року «Про Президента Республіки Білорусь» встановлює, що декрети існують у двох видах: такі, що видаються на основі Закону про делегування Президенту законодавчих повноважень та тимчасові.

### Декрети, що видаються на основі Закону про делегування Президенту законодавчих повноважень
Проект закону про делегування Президенту законодавчих повноважень може вносити до Палати представників сам Президент. Проект закону має визначати коло відносин, які регулює декрет, і термін повноважень Президента на видання декрету.
Не допускається делегування повноважень Президенту на видання декретів:
- що передбачають зміну і доповнення Конституції, її тлумачення;
- що змінюють і доповнюють програмні закони;
- що затверджують республіканський бюджет і звіти про його виконання;
- що змінюють порядок виборів Президента і Парламенту Республіки Білорусь;
- що обмежують конституційних прав і свобод громадян.

Закон про делегування законодавчих повноважень Президенту не може дозволяти йому змінювати цей закон, а також надавати право приймати норми, що мають зворотну силу.
Приклади: Декрет № 6 від 28 грудня 2014 року «Про невідкладні заходи з протидії незаконному обігу наркотиків», Декрет № 5 від 31 серпня 2015 «Про іноземну безоплатну допомогу».

### Тимчасові декрети
Ініціювати їх видання може Президент або Рада Міністрів (у цьому випадку декрет має скріпити підписом Прем'єр-міністр Білорусі).
Президент не може видавати декрети з тих самих питань, що й декрети попереднього типу, за винятком вживання заходів, передбачених статтею 79 Конституції.
Тимчасовий декрет з письмовим обґрунтуванням необхідності його видання в триденний термін після його підписання вноситься до Палати представників Національних зборів Республіки Білорусь, зокрема й у період між сесіями, Президентом або за його дорученням Головою Адміністрації Президента Республіки Білорусь. Цей термін починає обчислюватися з дня, наступного за днем підписання цього тимчасового декрету. Тимчасовий декрет розглядається Палатою представників, а потім Радою Республіки в порядку і строки, визначені регламентами палат. Не підлягають розгляду тимчасові декрети, що втратили силу до моменту їхнього розгляду в Національних зборах Республіки Білорусь.
Палати Національних зборів Республіки Білорусь мають право скасувати тимчасовий декрет більшістю (не менше двох третин) голосів від повного складу кожної з палат. Їхні рішення приймаються у формі постанов. Якщо голосування в палатах не привело до прийняття рішень про скасування тимчасового декрету або таке рішення прийнято однією з палат, то декрет зберігає свою силу.
Проекти законів, що за змістом суперечать з тимчасовим декретом, можуть прийматися Національним зборами Республіки Білорусь після скасування або визнання таким, що втратив силу цього декрету або його відповідних норм, чи у випадках, коли проекти законів внесені в Палату представників Президентом або з його згоди. Відносини, що виникли або набули якісно нового стану з набранням сили тимчасовим декретом, після його скасування можуть регулюватися законом. За необхідності регулювання таких відносин палати Національних зборів одночасно з прийняттям рішень про скасування тимчасового декрету зобов'язані прийняти відповідний закон. Палати Національних зборів можуть прийняти закон, що за змістом збігається з відповідним тимчасовим декретом. Зі вступом такого закону в силу декрет втрачає свою силу. При прийнятті закону, який частково збігається за змістом з тимчасовим декретом, цей декрет зберігає свою силу в частині, яка не врегульована таким законом, якщо декрет в цій частині не скасований в установленому порядку палатами Національних зборів Республіки Білорусь.
Приклади: Декрет № 3 від 2 квітня 2015 року «Про попередження соціального утриманства» (неофіційна назва — «декрет про дармоїдів»; утім, у преамбулі не вказано, якою необхідністю викликано його прийняття), Декрет № 3 від 1 березня 2010 року «Про деякі питання застави майна».